# Timbé do Sul
Timbé do Sul é um município brasileiro do Estado de Santa Catarina, pertencente à região do Vale do Araranguá.

## Geografia
Timbé do Sul localiza-se a uma latitude 28º49'49" sul e a uma longitude 49º50'50" oeste, estando a uma altitude de 123 metros. Sua população estimada em 2016 era de 5.379 habitantes.

## Turismo
Timbé do Sul é conhecida por suas paisagens de serra, com muitos rios, lagos e cachoeiras, é um lugar onde as famílias gostam de fazer trilhas, seja a pé ou de bicicleta.
A cidade é conhecida por receber periodicamente, várias edições de festivais de voo livre, tendo a Serra da Rocinha como local dos saltos e o Poço do Caixão como sede dos eventos.

## Economia
A base da economia do município é a agricultura, com cultivo de fumo (tabaco) e granjas de arroz.

## Enchente
No ano de 1995, na véspera de Natal, o município sofreu com uma tragédia decorrida de uma enchente, uma das maiores que passou pelo município, deixando muitos estragos e vários mortos, alguns não encontrados ou identificados.